# TVE 50 Años
TVE 50 Años fue un canal de televisión abierto español de TVE, sintonizable a través de TDT o en plataformas de pago como Digital+ u ONO.

## Historia
El canal inició sus emisiones, con dicha identidad y en sustitución del Canal Nostalgia, el miércoles 30 de noviembre de 2005, para conmemorar durante el año siguiente el quincuagésimo aniversario del nacimiento de TVE, efeméride que tendría lugar el 28 de octubre de 2006. TVE 50 Años rememoraba los programas y momentos más significativos de la televisión pública en un horario que ocupaba desde las 21:00 a las 7:00, ya que compartía señal con Clan.
Una vez concluido el año del 50 aniversario, y con él las celebraciones, el canal cesó sus emisiones a las 07:00 del lunes, 1 de enero de 2007, con un especial de La Bola de Cristal, pasando Clan a emitir desde ese momento durante las 24 horas del día. Fue el último canal de la televisión pública española dedicado en exclusiva a la explotación del vasto archivo histórico de TVE. Desde entonces, siguiendo la estela de otros como La tele de tu vida, la empresa ha continuado la producción de distintos espacios que rememoran la sociedad española y sus cambios durante la existencia de la televisión en el país, en los que se hace un uso intenso de material de archivo, tales como Ochéntame otra vez o Cachitos de hierro y cromo, entre muchos otros.

## Programación
La programación, como ocurría con Canal Nostalgia, se basaba en la emisión de programas íntegros del archivo de Televisión Española, aunque en ocasiones podían emitirse películas relacionadas con la televisión. Aunque no era una obligación, los programas solían ser como mínimo de la primera mitad de los años noventa o anteriores. Su programación se estructuraba según el día de la semana: el lunes estaba dedicado a programas de deportes, el martes a dramáticos, el miércoles a documentales y reportajes, el jueves a series, el viernes a infantiles, y el sábado y el domingo a programas musicales y de variedades, incluyendo concursos.
De esta forma, según el día que tocara, de 21:00 a 23:30 los primeros meses, y hasta la 01:00 posteriormente, se emitían programas solo pertenecientes al género que se tratara en el día. Por ejemplo, los lunes podían emitir entre otros programas Estudio Estadio, los martes Estudio 1, los miércoles El hombre y la tierra o Informe Semanal, los jueves Fortunata y Jacinta, los viernes La bola de cristal y El gran circo de TVE y los sábados y domingos Un, dos, tres.... Una vez concluido ese bloque, durante el resto de la emisión hasta las 07:00 se repetían los bloques emitidos en los días inmediatamente anteriores.
Cabe destacar que el primer día, al no haber bloques precedentes, se emitió un mismo bloque de alta duración varias veces. El primer día de vida del canal, el 1 de diciembre, se emitió un programa de bienvenida al canal presentado por Cristina Villanueva y con participación de un gran número de rostros de la cadena, a la que siguió una entrevista de archivo a Antonio Mercero a cuenta del telefilme La Cabina, que se emitió a continuación, y para terminar la gala que celebró el 40.º Aniversario de la cadena diez años atrás. Después se repetiría todo esto en el mismo orden hasta las 7.00 h. Los días siguientes, se seguiría repitiendo varias veces este bloque, cada vez eliminando una parte, hasta alcanzar la rutina habitual de bloques citada anteriormente.